# Pozzolengo
Pozzolengo là một đô thị thuộc tỉnh Brescia trong vùng Lombardia ở Ý. Đô thị này có diện tích 21,4 kilômét vuông, dân số 3100 người.
Đô thị này giáp với các đô thị sau: Cavriana, Desenzano del Garda, Lonato, Monzambano, Peschiera del Garda, Ponti sul Mincio.